# ادوارد مونک
ادوارد مونک (به نروژی: Edvard Munch) نروژی: [ˈɛdvɑʈ ˈmʊŋk]  ( گوش دهید)؛ (زادهٔ ۱۲ دسامبر، ۱۸۶۳ – درگذشتهٔ ۲۳ ژانویه ۱۹۴۴)، نقاش برجستهٔ نروژی در سبک هیجان‌نمایی (اکسپرسیونیسم) و امپرسیونیسم (طلوع خورشید) بود. دوران کودکی توأم با فشار و بیماری، بر روحیاتش تأثیر زیادی گذاشت، از این رو، بسیاری از تابلوهای ادوارد مونک بر محور درد و بیماری و با موضوع یک زن و مرد شکل گرفته‌اند. مونک هنرمندی به شدت «شخصی» بود که حال و هوای او در آثارش در دوره‌های مختلف متجلی شده‌اند. خودنگاره‌های او در دوره‌های گوناگون، احوال روحی‌اش را که غالباً «ملتهب» بود، ثبت کرده‌اند.
ادوارد مونک به سینما به‌شدت علاقه داشت. او در سال ۱۹۲۷ در پاریس یک دوربین فیلمبرداری خرید و چهار فیلم کوتاه غیرحرفه‌ای با موضوع «صحنه‌های خیابانی، ترافیک، مناظر، دوستان و خودش» ساخت.
از مشهورترین نقاشی‌های او چهار تابلوی مجموعه فریاد است که عموماً با نام جیغ نیز شناخته می‌شود. ادوارد مونک چهار تابلوی فریاد را در اواخر دهۀ ۱۸۹۰ میلادی و در طول اولین دهه سده بیستم به صورت رنگی و رشته‌ای از طرح‌های قلمی و زغالی به نقاشی کشید. فریاد معروف‌ترین اثر ادوارد مونک، «یکی از شاهکارهای هنر مدرن» و از الگوهای آشنای سبک اکسپرسیونیسم شناخته می‌شود.

## دوران کودکی
ادوارد مونک در یک خانه روستایی ساده در شهر لوتن (نروژ) در ۱۲ سپتامبر ۱۸۶۳ به دنیا آمد. پدر او کریستیان مونک پسر یک کشیش بود. وی دکتری بود که با لورا کاترین بولستاو ازدواج کرد. آن زن نصف سن او را داشت. ادوارد یک خواهر بزرگتر از خودش به نام سوفی و سه خواهر و برادر جوان تر از خودش به نام‌های پیتر(۱۸۶۵) و لورا (۱۸۶۷) و اینگر (۱۸۶۸) داشت.
ادوارد از اقوام نقاشان، جیکوب مونک (۱۸۳۹–۱۷۷۶) و پیتر آندریاس مونک(۱۸۱۰–۱۸۶۳) بود خانوادهٔ مونک به شهر کریستیانا (اسلو فعلی) نقل مکان کردند. در آن هنگام پدر مونک برای شغلی در وزارت بهداشت اقدام کرده بود.
مادر ادوارد مونک در سال ۱۸۶۸ بر اثر بیماری سل درگذشت، همان‌طور که خواهرش نیز در سال ۱۸۷۷ بر اثر این بیماری از دنیا رفت. سل در خانواده آن‌ها ارثی بود. بعد از مرگ مادرش، خواهران و برادران ادوارد توسط پدر و عمه‌شان کارن بزرگ شدند. ادوارد به دلیل سرماخوردگی و بیماری و نرفتن به مدرسه در روزهای زمستانی در خانه می‌ماند و آموزش‌های مدرسه‌اش توسط عمه‌اش انجام می‌شد.
کریستین مونک نیز به تعلیم تاریخ و ادبیات به پسرش پرداخت و او را با داستان‌های ارواح و داستان‌های ادگار آلن پو سرگرم می‌ساخت.
رفتار خوب پدر کریستین با فرزندانش به‌هرحال اهمیت به‌سزایی در تربیت آن‌ها داشت. مونک می‌نویسد:
پدر من بسیار عصبی و کاملاً مذهبی بود. وی بیماری روانی داشت. من ریشه‌هایی از دیوانگی را از او به ارث بردم.
زوایایی از ترس غم و مرگ که از ابتدای تولد در کنار او بودند. کریستین همیشه اعتراف می‌کرد و به فرزندانش می‌گفت که مادرشان آن‌ها را از بهشت نظاره می‌کند و متوجه رفتار زشت آن‌ها می‌شود وی به‌دلیل ریشه‌های مذهبی که در خانواده‌اش داشت به فرزندانش آموزش‌های مذهبی می‌داد. این آموزش‌های مذهبی به‌علاوهٔ داستان‌های ارواح روی سلامتی ادوارد بیچاره تأثیر گذاشت و باعث کابوس‌های او شد و باعث شد ادوارد دائماً احساس کند که مرگ به او نزدیک می‌شود و همیشه در هراس بود.
یکی از خواهران جوان ادوارد در سنین جوانی مبتلا به بیماری ذهنی شد، از پنج خواهر و برادر فقط آندیاس ازدواج کرد ولی چند ماه بعد از ازدواج در گذشت، مونک بعدها نوشت : «من دو خصلت بزرگ و بد انسانی را به ارث بردم، خامی و ناپختگی و کمبود انرژی و دیوانگی».
دوران سربازی مونک بسیار کوتاه بود و تمام تلاش‌هایش برای آینده بهتر شکست خورد. آن‌ها دائماً از خانه‌ای به خانه دیگر نقل مکان می‌کردند.
اولین نقاشی‌های مونک شامل این درونیاتش بود؛ نقاشی از بطری دارو و قرص‌ها.
در دوران نوجوانی علاقهٔ هنری او شکوفا شد. در سیزده سالگی اولین آثارش را در مدرسه به نمایش گذاشت که شامل مناظر نروژ بود. او به کپی از نقاشی‌ها روی آورد و کمی بعد از آن به نقاشی با رنگ روغن پرداخت.

## تحصیلات و تأثیرات

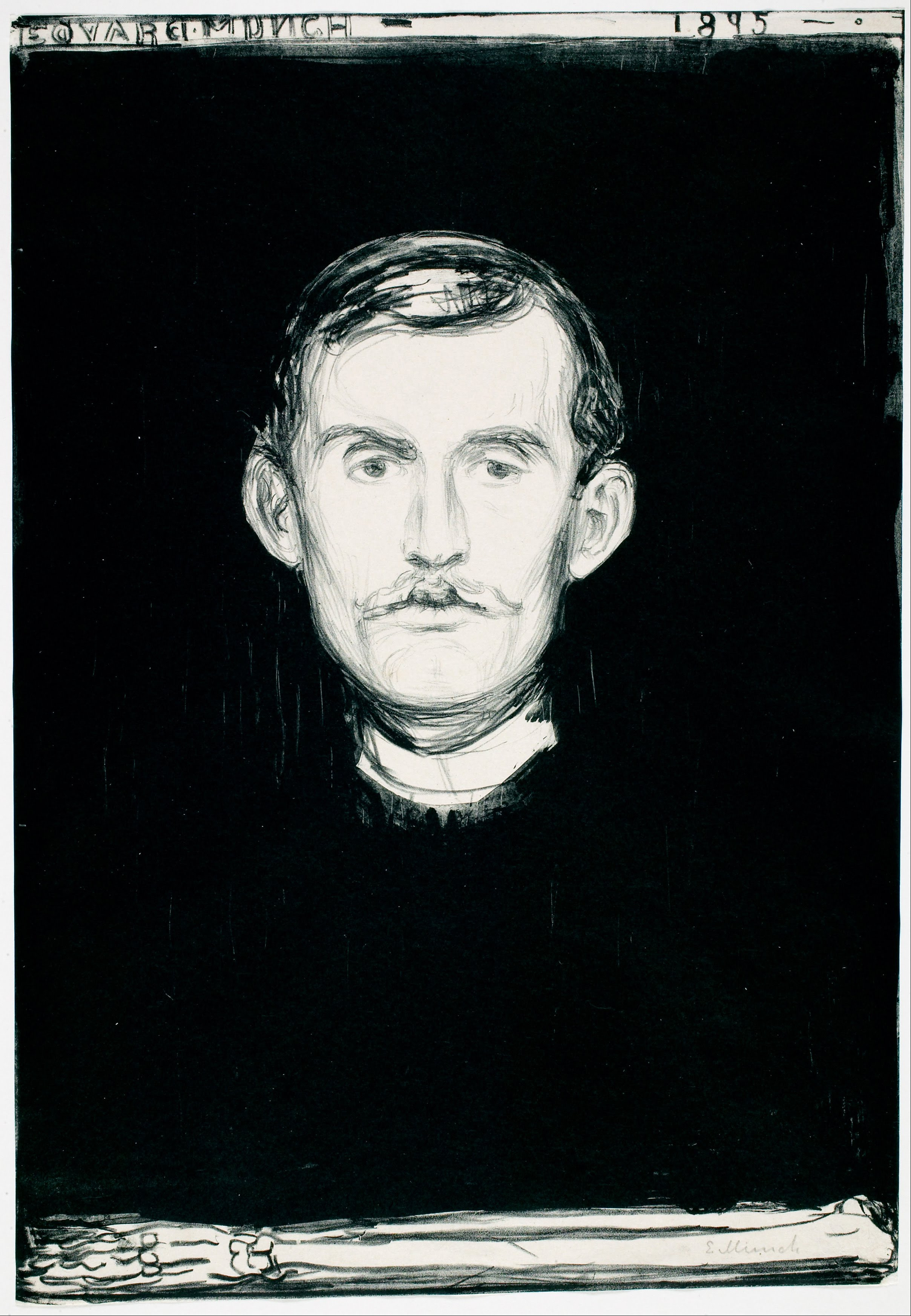
خود-پرتره از سال ۱۸۹۵

بیماری باعث ترک تحصیل او شد. مونک در سال‌های بعد به‌دلیل ناامیدی‌های فراوان پدرش، دانشگاه را ترک کرد و مصمم شد تا یک نقاش شود. پدرش نقاشی را یک تجارت نامقدس می‌دانست و همسایگانش با فرستادن نامه‌های ننگین او را می‌آزردند. در تضاد با رفتار پدرش مونک خود را با هنر و نوشتن خاطراتش تطبیق می‌داد و خود را آرام می‌کرد.
وی می‌گوید: «من در هنرم تلاش می‌کنم تا زندگی و معنایش را شرح دهم.»
در سال‌های ۱۸۸۱ مونک به مدرسهٔ سلطنتی هنر و طراحی اسلو پیوست. یکی از کاشفان او در هنر، یکی از اقوام دور او جیکوب مونک بود. معلمان او مجسمه‌سازی به نام جولیوس میدلسون و نقاش طبیعت‌گرا کریستیان کروگ بودند.
در آن سال مونک علاقهٔ شدید خود را به تمرینات فیگور در این آکادمی در اولین پرتره‌اش نشان داد که شامل پرتره پدرش و اولین پرترهٔ خودش می‌شد.
در سال ۱۸۸۳ مونک اولین نقش خود را در یک نمایشگاه عمومی نشان داد که شامل آثار خود و دوستانش بود. اولین پرتره را از کارل یانسن هل که یک فرد معروف در شهر بود کشید که پاسخ منفی منتقدان را در پی داشت. در طول این سال‌ها که وی مشغول فعالیت بود سبک‌های زیادی را تجربه کرد شامل طبیعت‌گرایی و نقطه‌گذاری (امپرسیونیست). برخی از کارهای اولیه‌اش یادآور کارهای مونه بود.

تغییر نظر پدر ادوارد به‌خاطر پسر خاله‌اش ادوارد دریک بود که نقاشی‌های سنتی‌اش را انتشار داد. پدر مونک عصبانی شد که فرزندش سر از دین باز زده و مانند دریک نقاشی نمی‌کند، یکی از نقاشی‌های عریان او را پاره کرد و دیگر از نظر مالی او را تأمین نکرد. همچنین رابطۀ مونک با هانس جقر عصبانیت پدر را برانگیخت. وی یک پوچ‌گرا بود که در راه آزادی اقدام به خودکشی کرد. مونک گفت:
افکار من تحت تأثیر هانس جقر بود بسیاری از مردم به اشتباه فکر می‌کنند که من تحت تأثیر آوگوست استریندبری و آلمان‌ها هستم ولی این اشتباه است. 
در این زمان مونک هنوز نسبت به زن‌ها رفتار خوبی داشت و به آن‌ها احترام می‌گذاشت، اما او شروع به می‌خوارگی کرد. او نسبت به انقلاب جنسی و استقلال زن‌ها در اطرافش ناراحت و عصبی بود. او بعدها این نگرانی را نه تنها در رفتارش بلکه در آثارش نیز نشان داد. همچنین در شعرش که شعری بلند است به نام «شهر عشق‌های آزاد» این دیدگاه وی مشهود است.
بعد از این تجربه‌ها وی متوجه شد که این حالات اجازه بیانی راحت را نمی‌دهد او احساس کرد که نیاز به تجربه‌های دقیق‌تر و عمیق‌تر در موقعیت‌های احساساتی و پرانرژی دارد.
تحت تأثیرات جقر، مونک احساس کرد باید از زندگی بنویسد، یعنی وی باید احساسات و عقاید خود را کشف کند. وی به شناخت و آزمایش خود و ضبط کردن این افکار و خاطرات ذهنی پرداخت. این زاویه‌های عمیق‌تر باعث شد که دیدگاه جدیدی از هنر را کشف کند (نقاشی روح)؛ او باز هم از خانواده‌اش نقدهای منفی دریافت کرد. تنها دوستش کریستین کروگ از آن دفاع می‌کرد.

کروگ گفت:
شیوه نقاشی‌های او متفاوت از سایر هنرمندان است او تنها احساسات و طبیعی بودنش را به تصویر می‌کشد به این دلیل نقاشی‌های مونک دارای «قانون کامل نبودن» هستند که مردم مشتاق کشف آن‌ها برای خودشان باشند، آه بله آن‌ها کامل هستند کارهای دستی کامل او، هنر وقتی کامل است که هنرمند ناگهان همه چیز را در دستان خود داشته باشد و این تنها راهی است که مونک به نقاشان نسل بعد از خود منتقل کرد.
مونک به انواع کار با قلمو و رنگ و الگوهای رنگی ادامه داد.
در سال‌های دههٔ ۱۸۸۰ و اوایل دهه ۱۸۹۰ با این الگوها آنقدر تلاش کرد تا سبک و فرم خودش را به‌دست‌آورد. عقاید او به طبیعت‌گرایی تغییر کرد همان‌طور که در پرترهٔ هانس جقر و در نقاشی روال لافایته می‌بینیم. نقاشی اینگر در ساحل باعث ایجاد تشویش دیگری در اذهان عمومی شد، به‌خاطر فرم‌های ساده‌اش خط‌های سنگین کنتراست واضح و احساسات طبیعی اش او شروع به محاسبه دقیق ترکیب بندی کرد تا روش او به فرا امپرسیونیسم رسید، رگه‌هایی از سمبولیسم نیز در کارهایش دیده می‌شد در سال ۱۸۸۹ مونک اولین هدیهٔ کاریِ خود را دریافت کرد که به او پیشنهاد دو سال تحصیل در پاریس زیر نظر نقاش فرانسوی لئون بنات را دادند.

## پاریس
مونک در طول جشنوارهٔ نقاشی در سال ۱۸۸۹ به پاریس رسید و با دو هنرمند نروژی دیگر هم‌خانه شد. صبح‌های او در استدیوی شلوغ بناد می‌گذشت و بعدازظهرها در نمایشگاه‌ها و گالری و موزه‌ها (که دانشجویان موظف به کپی برداری از روی آن‌ها بودند).
مونک به کلاس‌های نقاشی بناد علاقهٔ شدیدی نشان می‌داد؛ و از تحلیل‌های استاد در طول بازدید از موزه لذت می‌برد. مونک به آثار هنر مدرن اروپا علاقه داشت به خصوص سه هنرمند مشهور پل گوگن، ونسان ون گوگ، و هنری تولوز لوترک که تمام آن‌ها از رنگ در نشان دادن احساسات استفاده می‌کردند. مونک به خصوص علاقه شدیدی به عکس‌العمل گوگن در مقابل رئالیسم داشت و عقیده او که هنر کار بشری است نه کپی از طبیعت حرف دل مونک بود، همان‌طور که بعداً یکی از دوستان مونک گفت او نیاز به سفر به تاهیتی برای تجربه کردن انسان‌های بدوی طبیعی ندارد، او بدویت خود را با مردم تاهیتی همراه می‌کند.

در دسامبر سال ۱۸۸۹ پدر او از دنیا رفت و هیچ چیز برایشان به جا نگذاشت ادوارد به نروژ برگشت و یک وام بسیار بزرگ از یک ثروتمند نروژی دریافت کرد وقتی که تمام اقوام ثروتمند او به او کمک نکردند. مرگ پدرش باعث افسردگی وی شد. مونک گفت: 
من با مرگ زندگی کردم، پدرم، مادرم، خواهرم و پدر بزرگم و… خودت را بکش و خلاص چرا زنده‌ای؟
نقاشی‌های مونک در سال‌های بعد شامل صحنه‌های کش‌آمده و یک سری از نورهای مناظر شهری بود که او در روش جورج سورا که نقطه گذار بود آن‌ها را تجربه کرد.

## برلین
در سال ۱۸۹۲ مونک شخصیت خود را با ارتباط با زیبایی و مطالعه زیبایی سازمان دهی کرد همان‌طور که در کار ملانکولی (مالیخولیا) می‌بینید. هر رنگ سمبلی از یک عنصر است. در ۱۸۹۲ ادیسون نرمان، یکی از هنرمندان برلین، او را دعوت به یک نمایشگاه در نوامبر کرد ولی بعد از یک هفته نمایشگاه بسته شد؛ مونک در نامه‌ای نوشت من هرگز چنین زمان شادی را دوباره تجربه نکردم.
در برلین مونک خود را در میان حلقه بین‌المللی از نویسندگان هنرمندان و منتقدان یافت و همچنین دراماتیست سوئدی آگوست استرینبرگ که او را در سال ۱۸۹۲ نقاشی کرد. در طول چهار سال در برلین مونک عقاید خود را در بسیاری از کارهای اصلی‌اش نشان داد، کتیبهٔ زندگی برای اولین بار برای یک کتاب طراحی شد و بعد به صورت نقاشی درآمد.
همزمان مونک قسمت دیگری از نقاشی‌های خود را نشان داد که به کودکان مربوط می‌شد بقیهٔ نقاشی‌هایش به سادگی جزئیات بلوغ روش او را نشان می‌دادند.
ادبیات نروژی در اواخر قرن نوزدهم با ظهور هنریک ایبسن به عنوان نمایشنامه‌نویسی با اعتبار جهانی به مرحلهٔ نوینی گام نهاد، و بسیاری از بهترین تمثیل‌ها برای نقاشی‌های مونک را باید در نمایشنامه‌های ایبسن جست. مونک با محافل ادبی نروژ و همچنین پاریس و برلین نشست و برخاست داشت و دوست نویسندگان سرشناسی چون آگوست استریندبرگ و یولیوس مایر-گراف تاریخ هنرنویس پر نفوذ و منتقد آلمانی هنر مدرن بود. مونک در سال ۱۹۰۶ به طراحی صحنه برای نمایشنامه‌های اشباح و هدا گابلر ایبسن پرداخت.

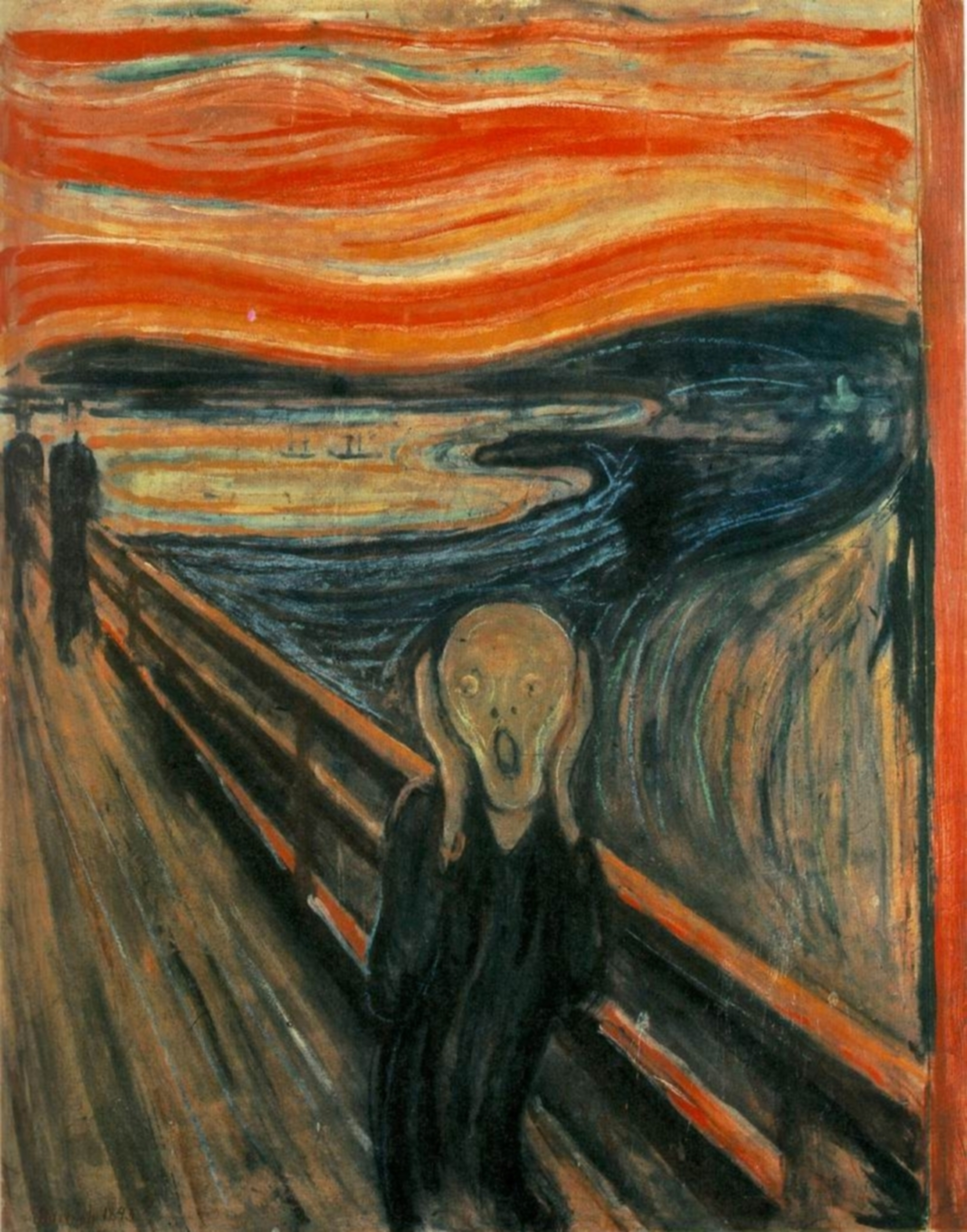
جیغ؛ معروفترین تابلوی مونک

جیغ نقاشی شده در سال ۱۸۹۶ معروفترین اثر وی است کاملاً به‌صورت وسیعی نشان دهنده عصبیت انسان جهان مدرن است. نقاشی شده با طیف وسیعی از رنگ‌های خاکستری و فرم‌های ساده و یک دیدگاه بسیار وسیع در مطالعه روح که نشان دهنده مطالعه بر روی خودش بود تجلی هنرمند در تمامیت ذات یک هنرمند در درون این اثر پیداست.

مونک در مورد چگونگی کشیدن این نقاشی می‌گوید:
«یک روز عصر قدم زنان در راهی می‌رفتم، در یک سوی مسیرم شهر قرار داشت و در زیر پایم رودخانه. خسته بودم و بیمار ایستادم و به آن سوی رود نگاه کردم، خورشید غروب می‌کرد. ابرها به رنگ سرخ همچون خون درآمده بودند. احساس کردم جیغی از دل این طبیعت گذشت، به نظرم آمد از این جیغ آبستن شدم. این تصویر را کشیدم، ابرها را به رنگ خون واقعی کشیدم، رنگ‌ها جیغ می‌کشیدند. این بود که جیغ پدید آمد.»

### کتیبهٔ زندگی؛ شعری دربارهٔ زندگی، عشق و مرگ
در دسامبر سال ۱۸۹۳ آنتر درلیندن در برلین نمایشگاهی از آثار مونک برگزار کرد در میان این نقاشی‌ها شش نقاشی با عنوان مطالعه برای عشق نیز وجود داشت. این سر آغاز دوره‌ای شد به نام «کتیبهٔ زندگی»
در قسمت مرگ این مجموعه در بیمارستان موضوع مرگ خواهرش سوفی است تمرکز احساس گرایانه نقاشی بر روی پرتره‌هایی از تمام افراد خانواده‌اش. در ادامه این قرن مونک به کار پایان دادن این مجموعه یخ زده پرداخت بیشتر آن‌ها در ابعاد بزرگ بودند. او برای یک نقاشی به نام متابولیزم در سال ۱۸۹۸ یک بوم بسیار بزرگ ساخت، در ابتدا نام آن را آدم و حوا گذاشت ولی بعدها نامش را تغییر داد برای اولین بار تمام این مجموعه را به نمایش گذاشت در نمایشگاه کشورهای مستقل در برلین سال ۱۹۰۲.
تم‌های کتیبهٔ زندگی همانند بقیه کارهای مونک است ولی آن‌ها قوی‌تر کار شده‌اند. در نقاشی‌ها از خراشکاری استفاده کرد و عمق احساساتش را در موتیف‌هایش نشان داد صحنه‌هایی از زندگی زن‌های زیبا، ناامیدی از عشق، عصبیت، حسادت، احساس شهوت بشریت و جدایی در مرگ و زندگی این تم‌ها در حالات بسیاری از نقاشی‌هایش پیدا می‌شوند مانند کودک بیمار (۱۸۸۵) عشق و درد (۱۸۹۳) خاکستر (۱۸۹۴) و پل.
مونک اغلب از سایه‌ها و حلقه‌های رنگی در اطراف پیکره‌ها برای جدا کردن هاله‌ای از ترس، عصبیت و شهوت جنسی استفاده می‌کرد. این نقاشی‌ها نشان‌دهندهٔ تأثیرات مشکلات جنسی هنرمند بود. بسیاری از این نقاشی‌ها در مدل‌های مختلف انجام شدند مانند مدونا، دست‌ها و…
مونک از طراحی‌های دو نفره متنفر بود زیرا اعتقاد داشت حالات یک بدن، تنها برای نشان دادن جذاب است و روح اثر به تنهایی می‌تواند در کار جای پیدا کند، دو روح در یک کادر نمی‌گنجد.
مونک می‌گوید: «هنر من یک اعتراف داوطلبانه است و تلاش برای نشان دادن خودم و رابطه‌ام با زندگی.»
در سال ۱۸۹۰ مونک نقدهای مثبتی دریافت کرد یکی از بزرگترین حمایت کنندگان او در برلین والتر راتناو بود و بعدها وزیر امور خارجه آلمان که نقش بزرگی در موفقیت وی داشت از او حمایت کردند.

مونک می‌گوید:
«معمول‌ترین راه مطالعه تمرین کردن است. در ترسیم احساس درونی به هر خط و شکلی و تسلط به تحت کنترل داشتن آن‌ها در طی طولانی مدت و رشد و پرورش افکار برای رسم بهتر و نزدیک تر به واقعیت درون.»

## پاریس و کریستیانا

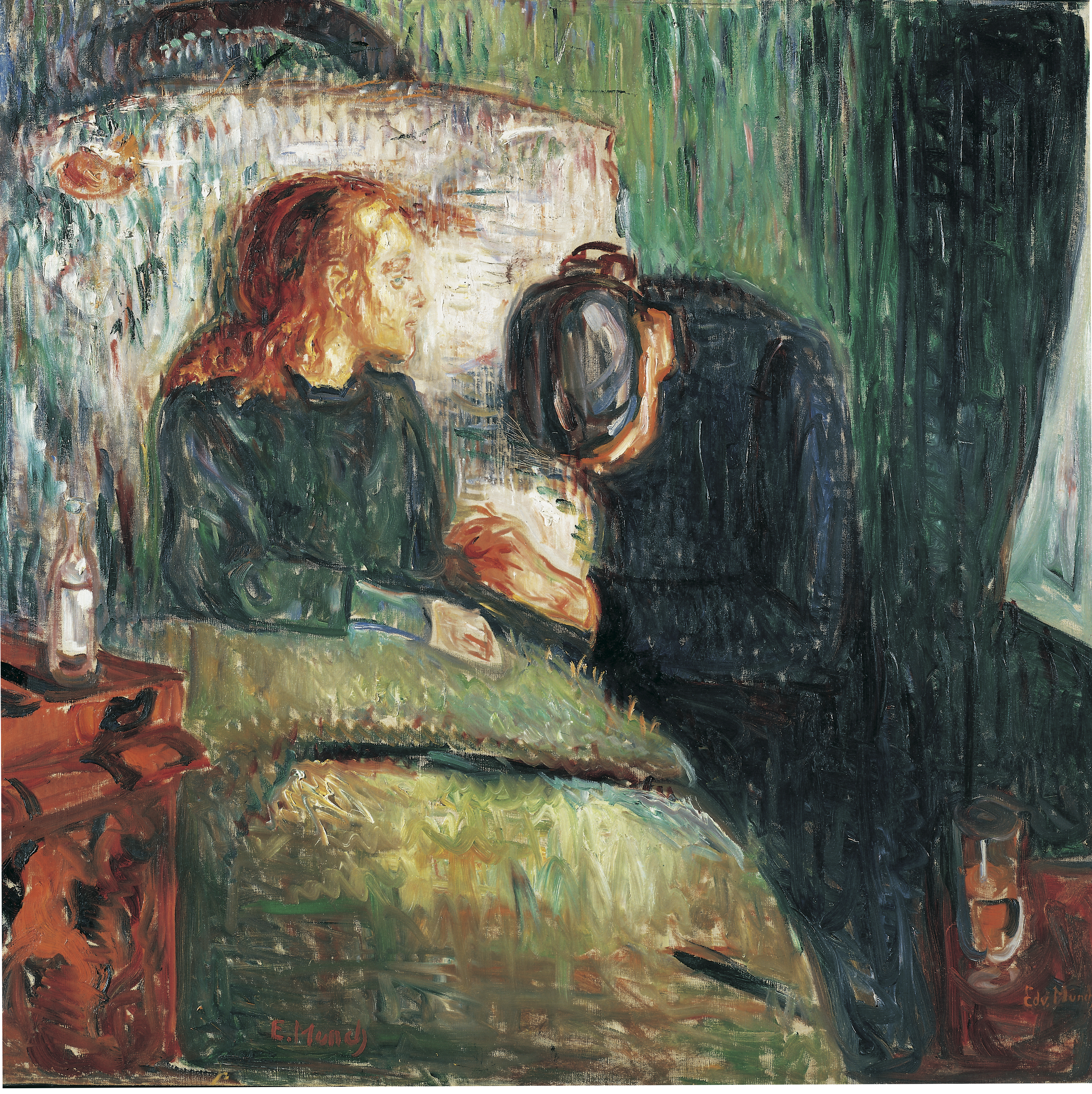
کودک بیمار (۱۹۰۷)

در ۱۸۹۶ مونک برای تمرکز بر روی کارهای گرافیکی تم‌های کتیبهٔ زندگی به پاریس رفت.
مونک مدل چند رنگی از نقاشی کودک بیمار را که فروش خوبی داشت و چند نمونه از بوسه را انجام داد بسیاری از منتقدان پاریسی هنوز توجه زیادی به کار مونک دربارهٔ خشونت و وحشی‌گری داشتند اما نمایش او توجهات خوب و جدی را کسب کرد. موقعیت مالی او در سال ۱۸۹۷ بهبود چشم‌گیری پیدا کرد. مونک خانه تابستانی خود را خرید یک کابین ماهی‌گیری که در قرن ۱۸ در شهر کوچکی در آسگاداستراد ساخته شده بود. او خانه‌اش را خانه شاد نامید و به مدت بیست سال هر تابستان به آن جا بازنگشت. در سال ۱۸۹۹ در سن ۳۴ سالگی مونک رابطه صمیمی خود را با تولا لارسن آغاز کرد. آن‌ها به ایتالیا سفر کردند و بعد از بازگشت دوره پرباری از هنر او آغاز شد که شامل مناظر و آخرین نقاشی‌ها در سری کتیبهٔ زندگی بود به نام «رقص زندگی» (۱۸۹۹).
لارسن بسیار مشتاق ازدواج بود اما مونک، نه. می‌خوارگی و سلامتی ضعیفش، باعث ترس او می‌شد. همان‌طور که به شخص سومی می‌نویسد، از زمانی که کودک بود از ازدواج متنفر بود. خانه و خانواده‌ای که داشت باعث می‌شد وی احساس کند ازدواج کار درستی نیست. در سال ۱۹۰۰ از آن زن روی برگرداند و برای آینده‌اش به برلین بازگشت.
پشتیبانی خوب و توجهات زیاد به مونک توسط آلبرت کلمن و مکس لینت باعث شد دراین‌باره در خاطراتش بنویسد:
«بعد از ۲۵ سال تلاش و مصیبت سر انجام نظرات خوب در آلمان به سوی من جلب شد و درب‌های بسیاری به سوی من باز شد.»
به هر حال علی‌رغم این تغییرات مثبت، رفتارهای مونک او را از سایر هنرمندان جدا کرد. در یک شلیک تصادفی در حضور تولا لارسن که برای آشتی پیش او بازگشته بود، دو تا از انگشتانش زخمی شد. او سر انجام مونک را ترک کرد و با یکی از همکاران جوان‌تر مونک ازدواج کرد.
نقاشی‌های او به نام‌های ادامه زندگی، مرگ مارات اول، در سال‌های (۱۹۰۶–۱۹۰۷) انجام شد که کاملاً تحت تأثیر حادثه تیراندازی و تأثیرات بعد از آن بود.
در سال ۱۹۰۳–۱۹۰۴ مونک نشان داد که سبک وحشی‌گری (فویست) در حال آمدن است. به‌دلیل رنگ‌های نامتعارف آن‌ها این آثار برایش جذاب بودند. بعد از این که در سال ۱۹۰۶ این سبک خود را نشان داد، مونک بر روی بسیاری از آن‌ها کار کرد. در طول این زمان مونک نظرات زیادی را برای این پرتره‌ها و نقش‌ها به خود جلب کرد. بعد از این زمان در سال ۱۹۰۷ او مجدداً توجه خود را به فیگورهای انسانی و موقعیت‌های متفاوت تر جلب کرد.

## سقوط و احیا
در پاییز ۱۹۰۸ مونکِ عصبی و ناراحت، کاملاً با می‌خوارگی اخت گرفت (می‌خوارگی در او بسیار حاد شد) همان‌طور که بعداً نوشت: 
شرایط من رگه‌هایی از دیوانگی سخت بود. بر اساس این رفتارهای غلط، او وارد کلینیک دانیل جاکوبسن شد. 
درمان او در طول هشت ماه شامل رژیم غذایی و درمان با شوک الکتریکی برای اعصاب بود. مونک در بیمارستان برای بازیابی شخصیتش بستری شد. بعد از بازگشت او به نروژ در سال ۱۹۰۹ کارهای او بیشتر رنگی و کمتر بدبینانه بود. پرتره پروفسور جاکوبسن در سال ۱۹۰۹ کشیده شد که یکی از بهترین کارهای مونک است.
به علت این که حالش بهبود یافته بود، مجمع عمومی نروژ در نهایت به کارش توجه کرد و موزه‌ها نقاشی‌هایش را خریداری کردند. اولین نمایشگاهش درنیویورک آمریکا سال۱۹۱۲ بود. جاکوبسن، مونک را نصیحت کرد که تنها با دوستان خوب رابطه داشته باشد و از می‌خوارگی پرهیز کند، مونک نصیحت‌هایش را آویزه گوش کرد و حاصل آن پیشرفت و چندین پرتره کامل و کیفیت بالا از دوستانش بود. او مناظر زیبا و احساسات انسانی را در حین کار و بازی ترسیم می‌کرد. رنگ سفید در کارهایش بیشتر شد و رنگ سیاه را کمتر به کار می‌برد.
همراه با درآمدی بیشتر مونک قادر شد املاک جدیدی خریداری کند.
همراه با فاجعۀ جنگ جهانی اول، مونک شکوه و اشرافیت خود را از دست داد. او می‌گوید: دوستان من آلمانی هستند اما من عاشق فرانسه هستم. در دهه ۱۹۳۰ مشتریان آلمانی او که بسیاری از یهودیان بودند آیندۀ خود را در طول ظهور نازی‌ها از دست دادند. در سال ۱۹۱۸ مونک بسیار خوش شانس بود که از سرما خوردگی اسپانیایی در امان ماند، کل دنیا در آن سال به این بیماری مبتلا شدند.

## سال‌های آخر

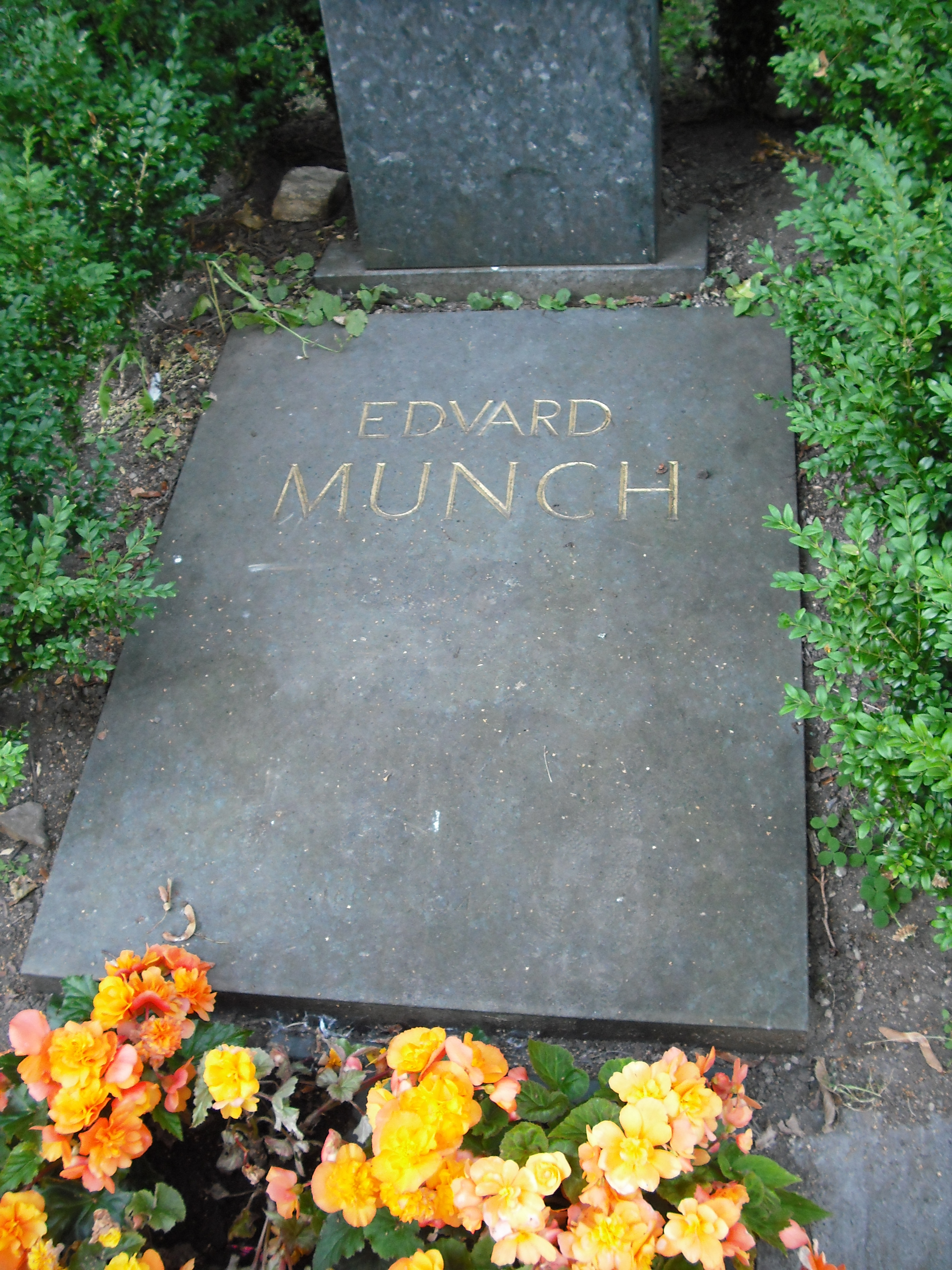
قبر مونک

مونک دو دههٔ آخر زندگی اش را در ملک راحت خود در اسلو سپری کرد. بسیاری از آخرین نقاشی‌هایش در مجموعه «جشن زندگی کشاورزی» شامل بسیاری از منظره‌هایی است که از اسب خود روسو به عنوان مدل استفاده کرده. بدون هیچ شکی مونک از مدل‌های زنانه که با آن‌ها روابط عاشقانه داشت تأثیر گرفته و تعداد زیادی نقاشی عریان به تصویر کشیده مونک برای کشیدن نقاشی گهگاه خانه خود را ترک می‌کرد آن‌هایی که از خانه شکلات سازی فریا کشیده‌است.
در سال ۱۹۳۰–۱۹۴۰ نازی کارهای مونک را هنر منحط نامید در کنار پیکاسو و پل کله و ماتیس، گوگن و بسیاری از هنرمندان مدرن. آن‌ها ۸۲ اثر از آثارش را از موزه‌های آلمان جمع‌آوری کردند.
در سال ۱۹۴۰ آلمان‌ها نروژ را اشغال کردند و حزب نازی بر دولت غلبه یافت، مونک ۷۲ ساله بود و تمام آثارش را در طبقه دوم خانه‌اش نگهداری می‌کرد. ۷۱ نقاش پیش از این توسط نازی دستگیر شده بودند یا آثارشان توسط نازی‌ها جمع شده بود. مونک نیز در ترس از نازی به سر می‌برد. یازده اثر هیچگاه توسط نازی‌ها کشف نشد که مهم‌ترین آن‌ها جیغ و دختر بیمار بودند.
مونک در خانه‌اش در اکلی نزدیک اسلو در ۲۳ ژانویه ۱۹۴۴ درگذشت. درست یک ماه بعد از جشن تولد ۸۰ سالگیش مراسم تدفین هماهنگ شده توسط نازی باعث بروز این احساس در نروژی‌ها شد که او یک هوادار نازی بوده. شهرداری اسلو ملک اکلی را از بازماندگان او در سال ۱۹۴۶ خریداری کرد.

## میراث

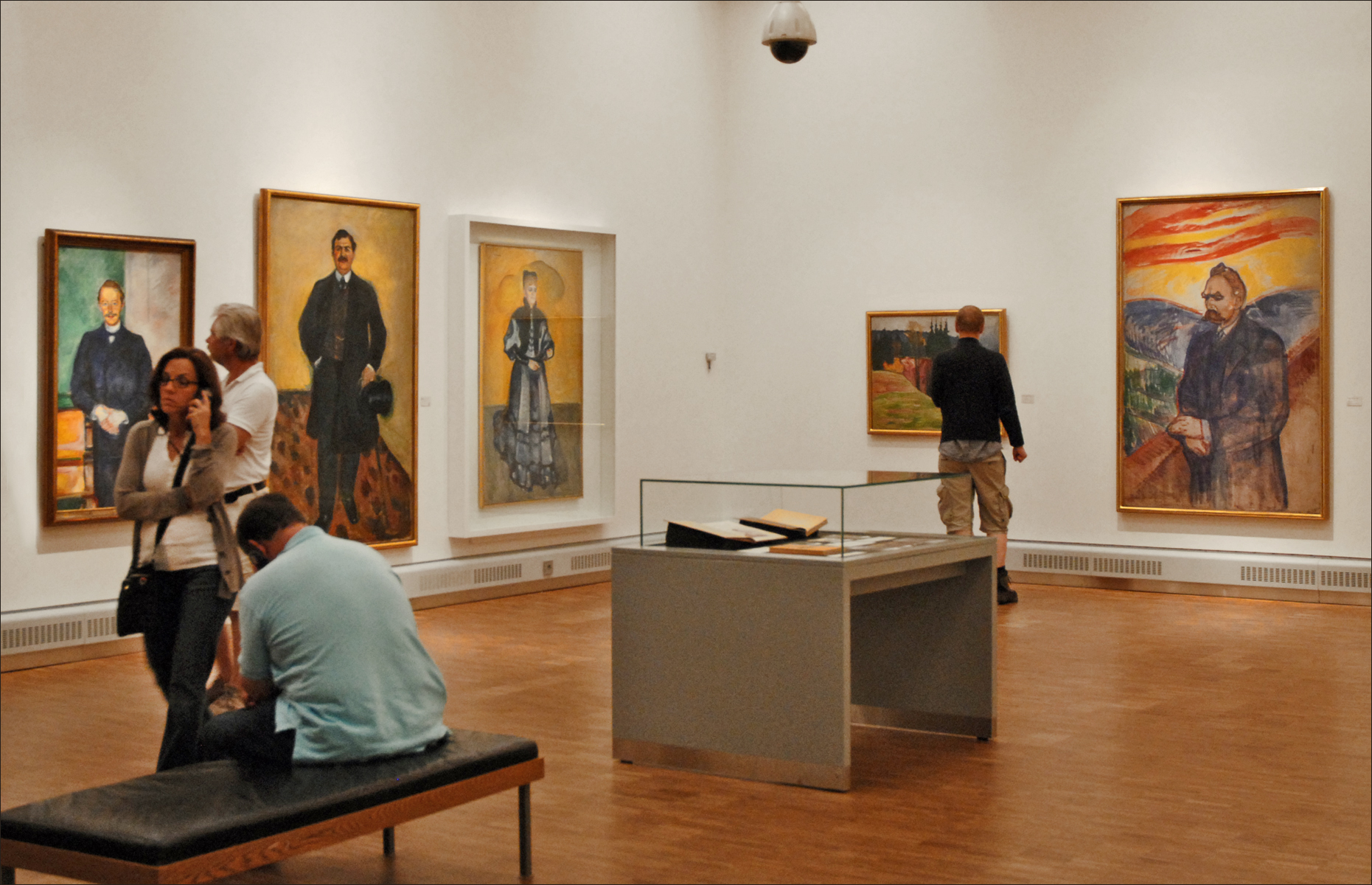
موزه مونک

وقتی که مونک مرد باقی‌مانده آثارش به شهرداری اسلو داده شد که موزه مونک در وین در سال ۱۹۶۳ پس از گشایش آن‌ها را به نمایش گذاشت. در این موزه ۱۱۰۰ نقاشی ۴۵۰۰ طراحی و ۱۸۰۰۰ چاپ از کارهایش به نمایش جهانیان گذاشته شد. در حال حاضر موزه مونک مرکز رسمی کارهای اوست.
هنر مونک کاملاً شخصیت پردازانه و اندکی آموزنده بود. سمبل شخصی او به دور از شخصیت سایر نقاشان سمبولیست مانند گوستاو مورو و جیمز انسور بود. مونک بسیار زیاد تحت تأثیر اکسپرسیونیست آلمان بود که فلسفه او را دنبال می‌کردند. برای بسیاری از کارهای مونک در موزه‌های اصلی و گالری‌های نروژ به نمایش در می‌آید.
بعد از انقلاب فرهنگی مردم در چین مونک اولین هنرمند غربی بود که آثارش در گالری ملی پکن به نمایش درآمد.
کابین او به نام خانه شاد توسط شهرداری آسکارداستراند در سال ۱۹۴۴ به موزه کوچک مونک تبدیل شد.
یک نمونه از تابلوی جیغ از گالری ملی در سال ۱۹۴۴ دزدیده شد و در سال ۲۰۰۴ نمونه دیگری از جیغ در کنار تابلوی مدونا در روز روشن از موزه مونک ربوده شد. تمام نقاشی‌های دزدیده شده در سال ۲۰۰۴ پیدا شدند ولی آسیب جدی دیده بودند. آن‌ها به موزه برگردانده شده و ترمیم شدند سه تا از کارهای مونک از هتل رفسنس گاد در سال ۲۰۰۵ دزدیده شدند آن‌ها بعدها پیدا شدند گرچه یکی از آن‌ها هنگام دزدی نابود شده بود.
در سال ۲۰۰۶ اثر دو مرد تنها رکورد جدیدی در فروش حراجی اسلو بر جای گذاشت به مبلغ ۲۷/۱ میلیون دلار فروخته شد و این بالاترین رکورد برای قیمت پرداخته شده در حراجی نروژ بود. در سوم نوامبر ۲۰۰۸ نقاشی خون‌آشام رکورد جدید دیگری در نیویورک برای فروش ثبت کرد ۱۶۲/۳۸ میلیون دلار آمریکایی.

## فهرست نقاشی‌های معروف کشیده شده توسط مونک
- بعد از ظهر در کارل جوهان (۱۸۹۲)
- خون‌آشام  (۱۸۹۳)
- جیغ (۱۸۹۶)
- کودک بیمار (۱۸۹۶)
- بوسه (۱۸۹۷)
- خاکسترها (۱۸۹۴)
- مدونا (۱۸۹۴–۱۸۹۵)
- بلوغ (۱۸۹۵)
- پرتره شخصی با سوزاندن سیگار (۱۸۹۵)
- مرگ در اتاق بیماری (۱۸۹۵)
- رقص زندگی (۱۸۹۹–۱۹۰۰)
- مادر مرده (۱۸۹۹–۱۹۰۰)

- پرتره شخصی بین ساعت و رختخواب (۱۹۴۰–۱۹۴۲) در این نقاشی هنرمند تصویر خود را میان دو سمبل مرگ یعنی ساعت و تخت خواب قرار داده‌است بدون اینکه هیچ نشانه‌ای از اعتراض و مخالفت با مرگ در صورتش دیده شود. بدون هیچ کوششی برای پنهان کردن این حقیقت که پیر شده‌است[۳]

## نگارخانه

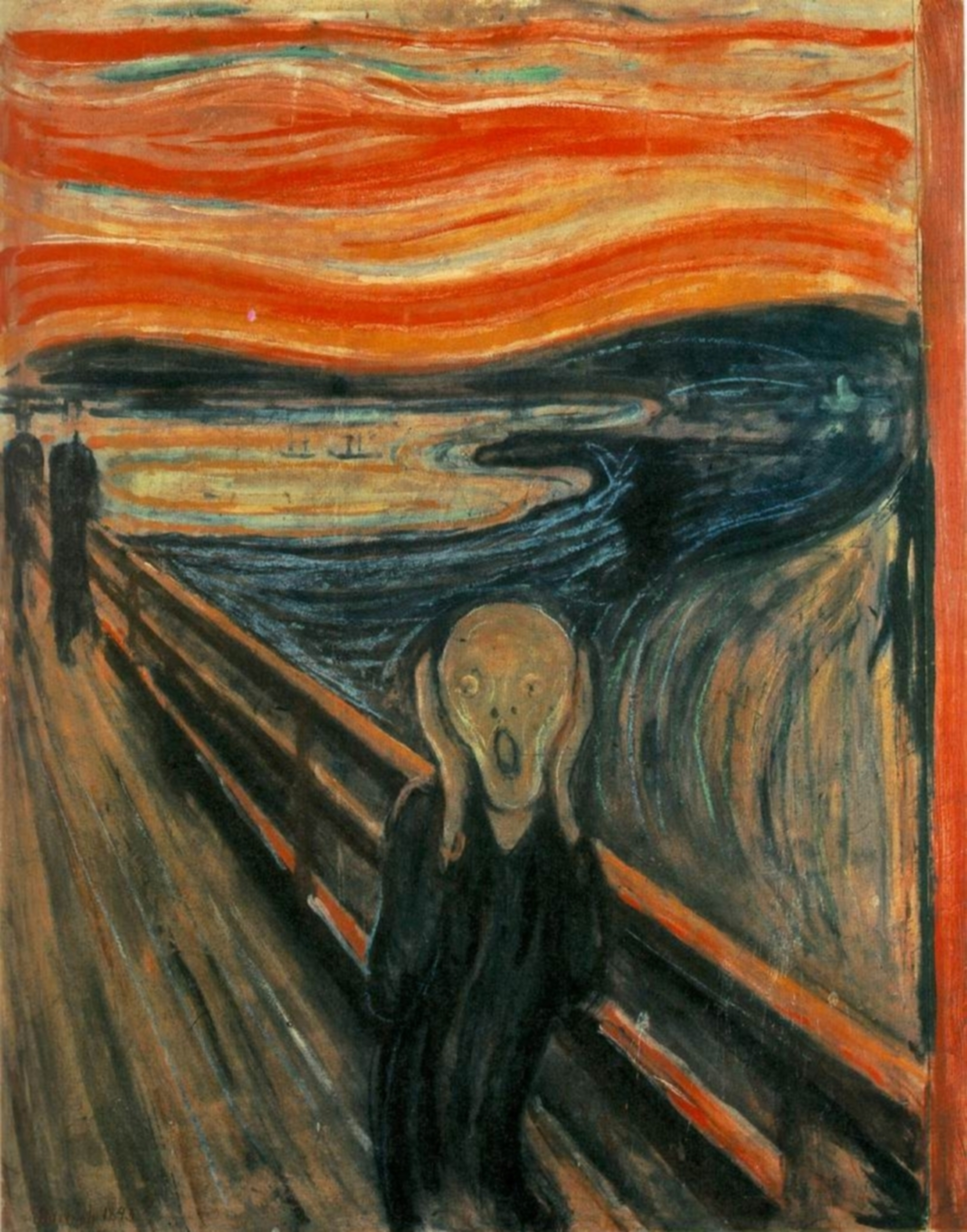
جیغ ۱۸۹۳ میلادی گالری ملی اسلو
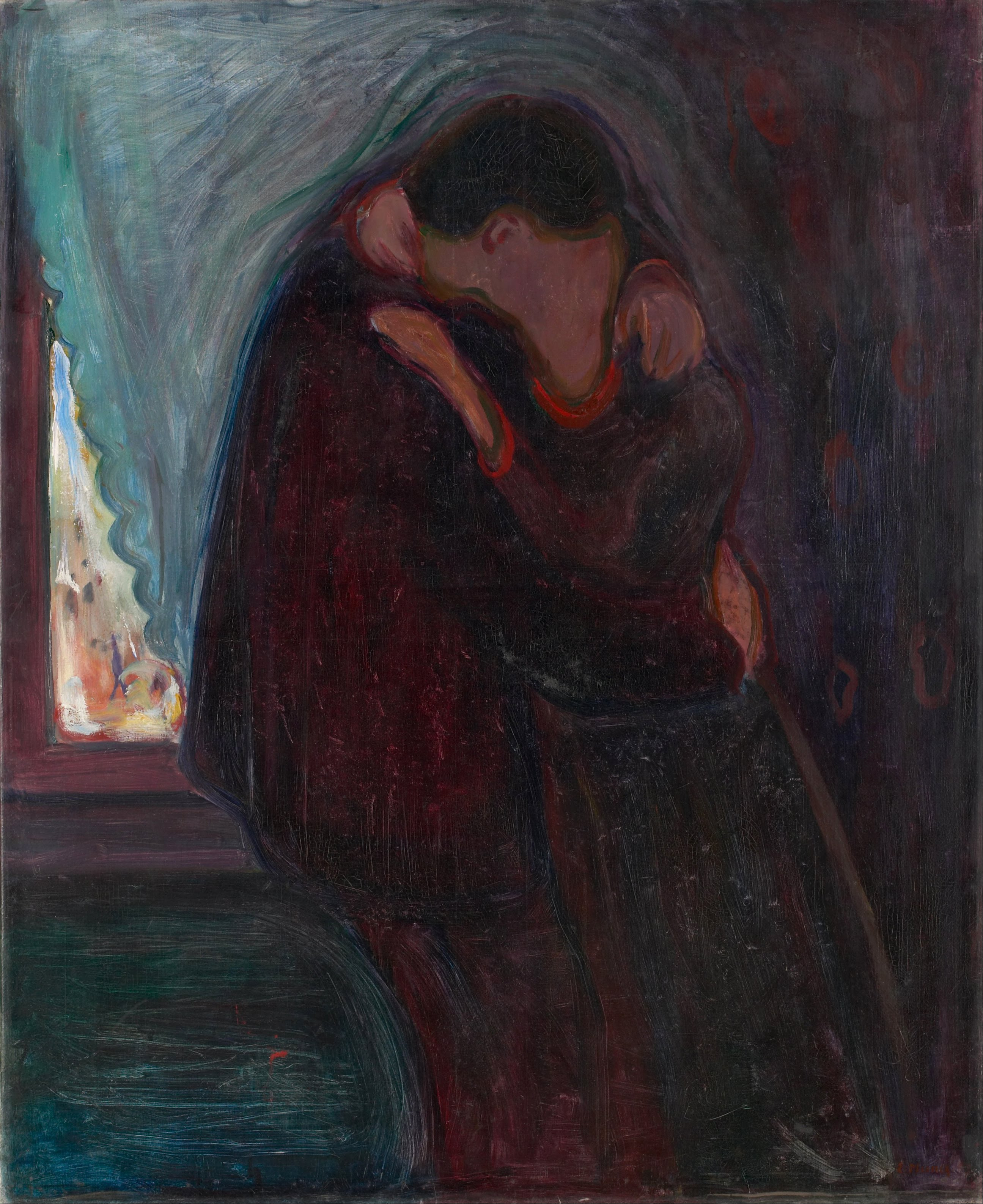
بوسه ۱۸۹۷ میلادی موزه مونک
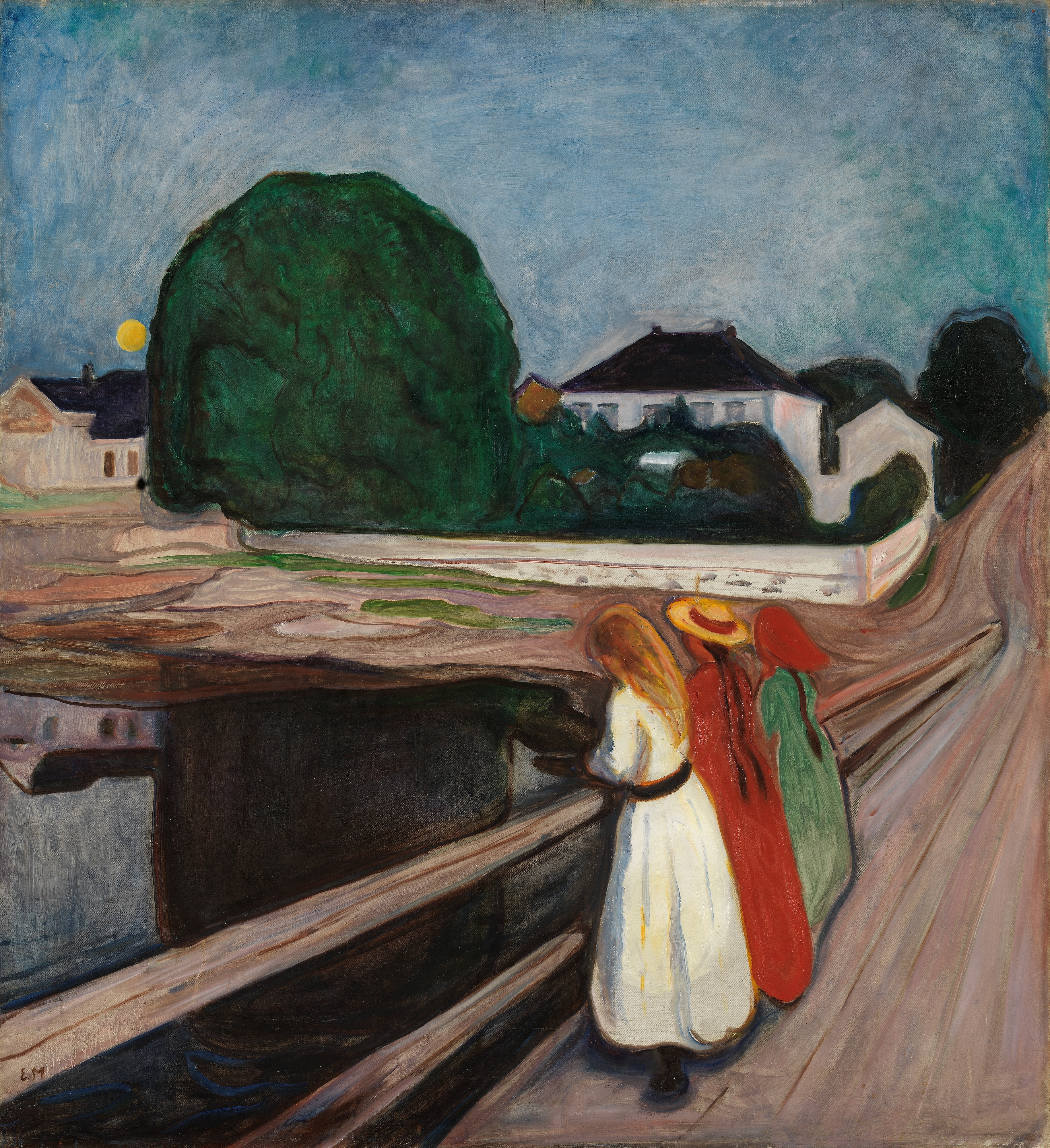
دختران روی پل ۱۹۰۲ میلادی
دختران روی پل ۱۹۰۲ میلادی[۴]
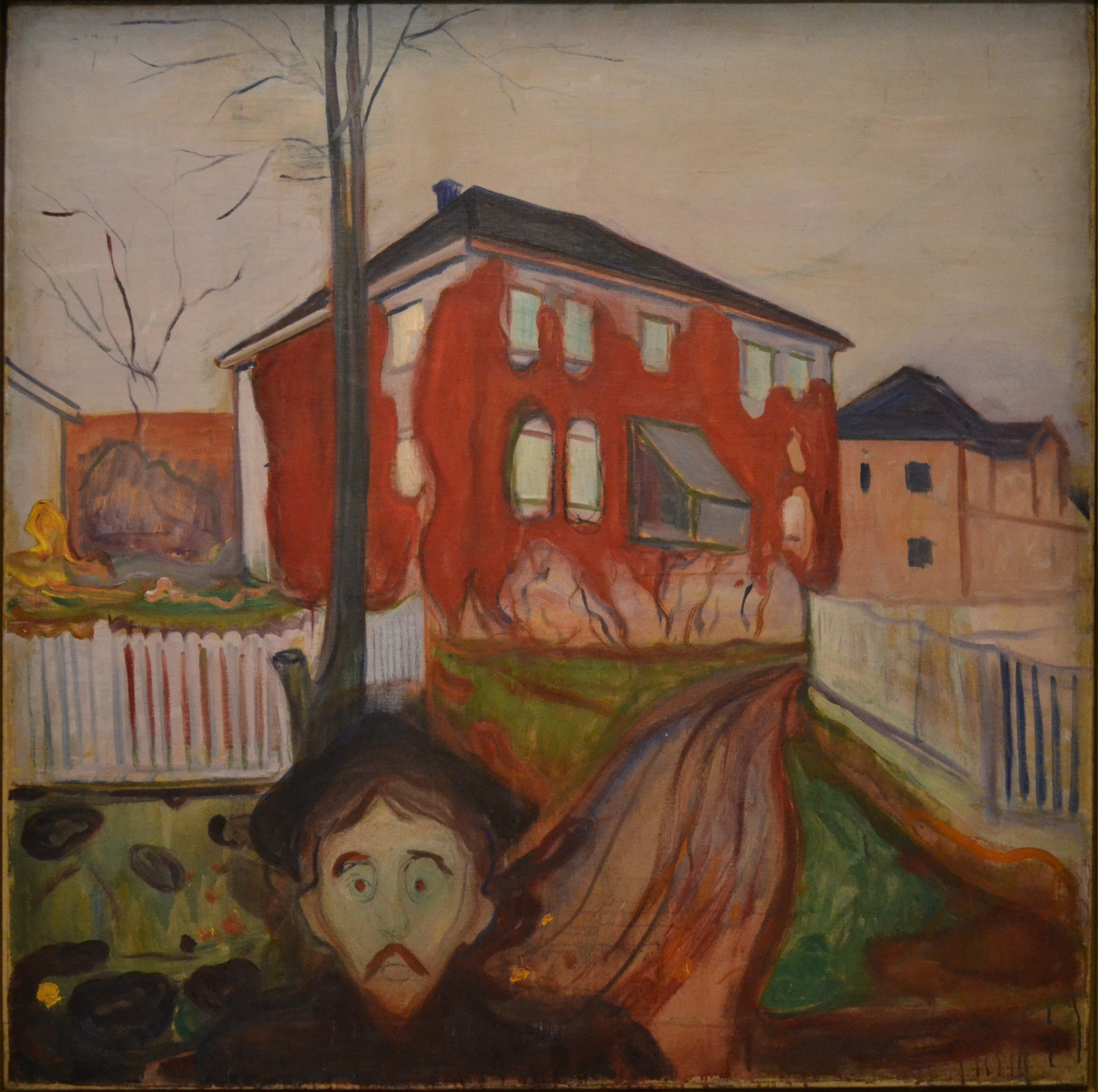
پیچک سرخ ویرجینیا بین ۱۸۹۸-۱۹۰۰ موزه مونک
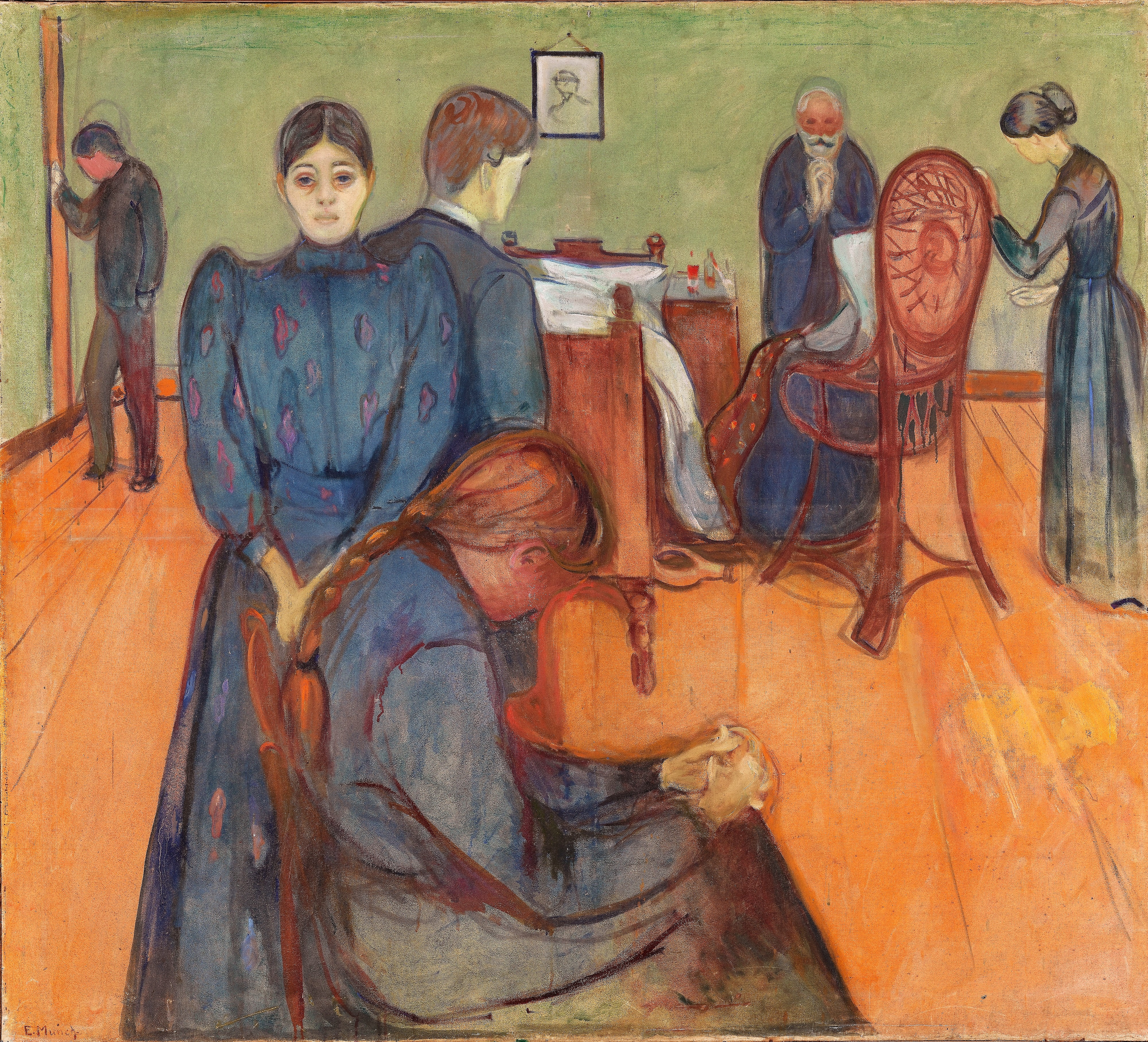
مرگ در اتاق بیمار ۱۸۹۵ میلادی
رقص زندگی ۱۸۹۹–۱۹۰۰ گالری ملی اسلو
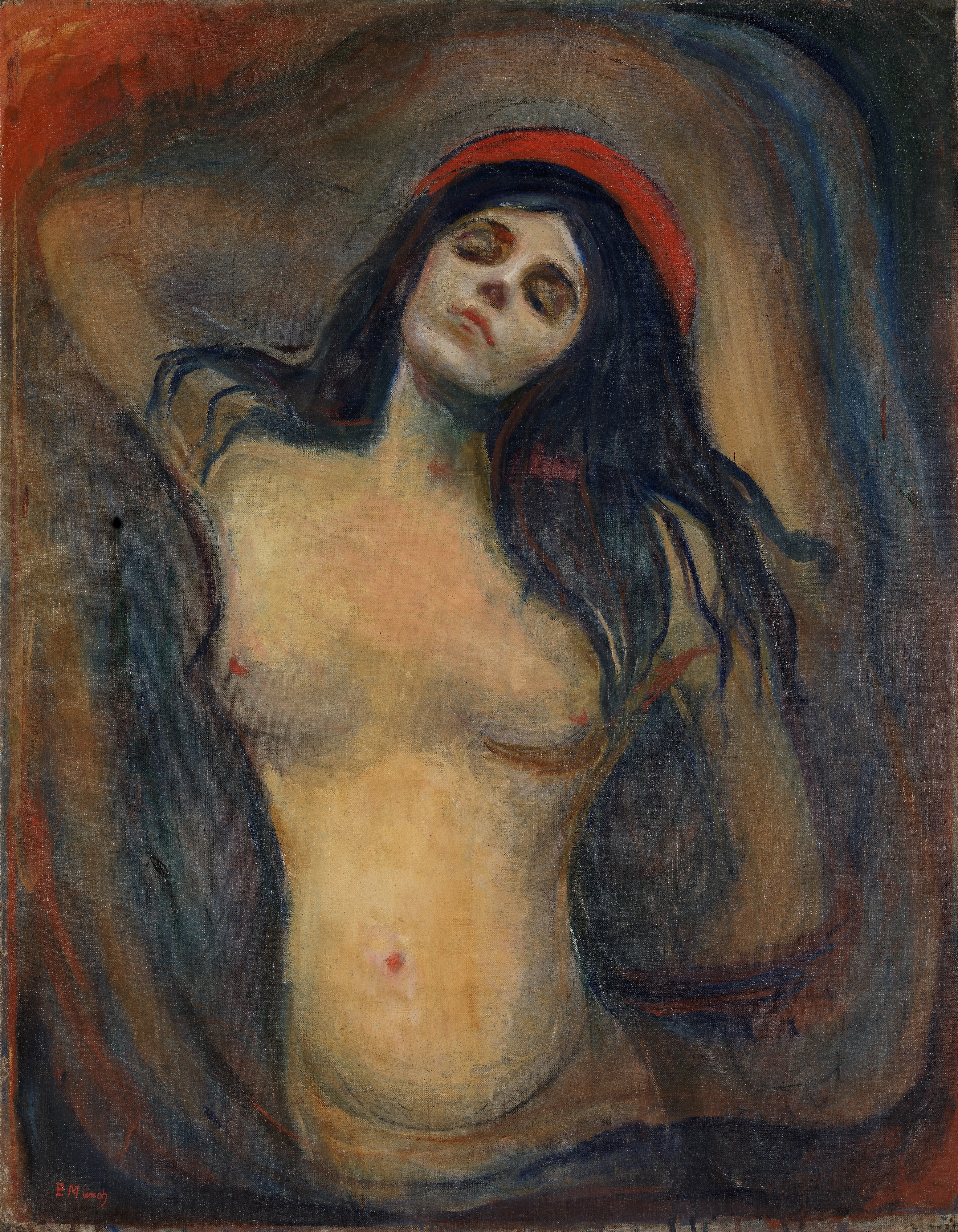
مدونا ۱۸۹۴-۹۵ میلادی گالری ملی اسلو
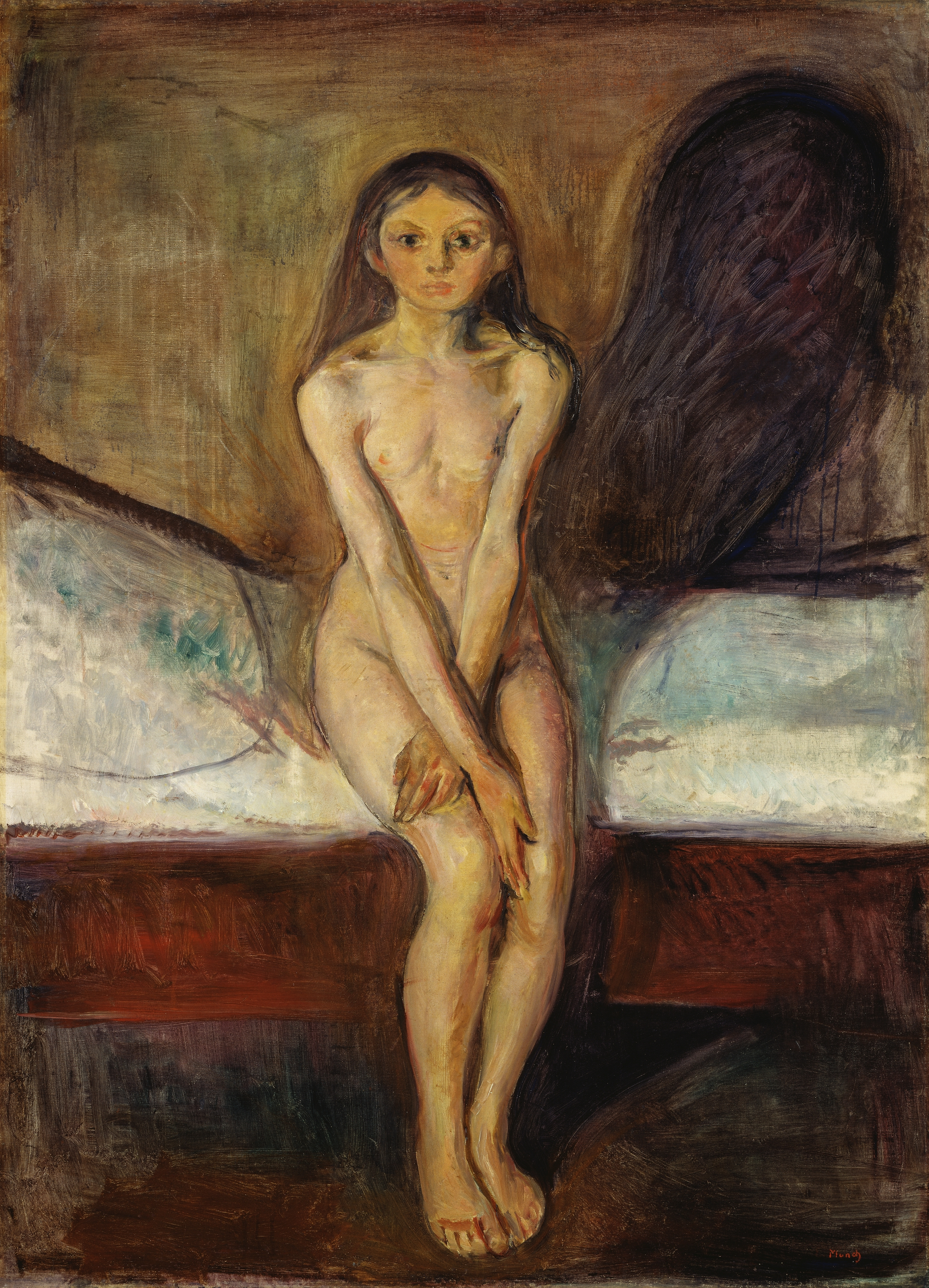
بلوغ ۱۸۹۴ تا ۱۸۹۵ م. گالری ملی نروژ
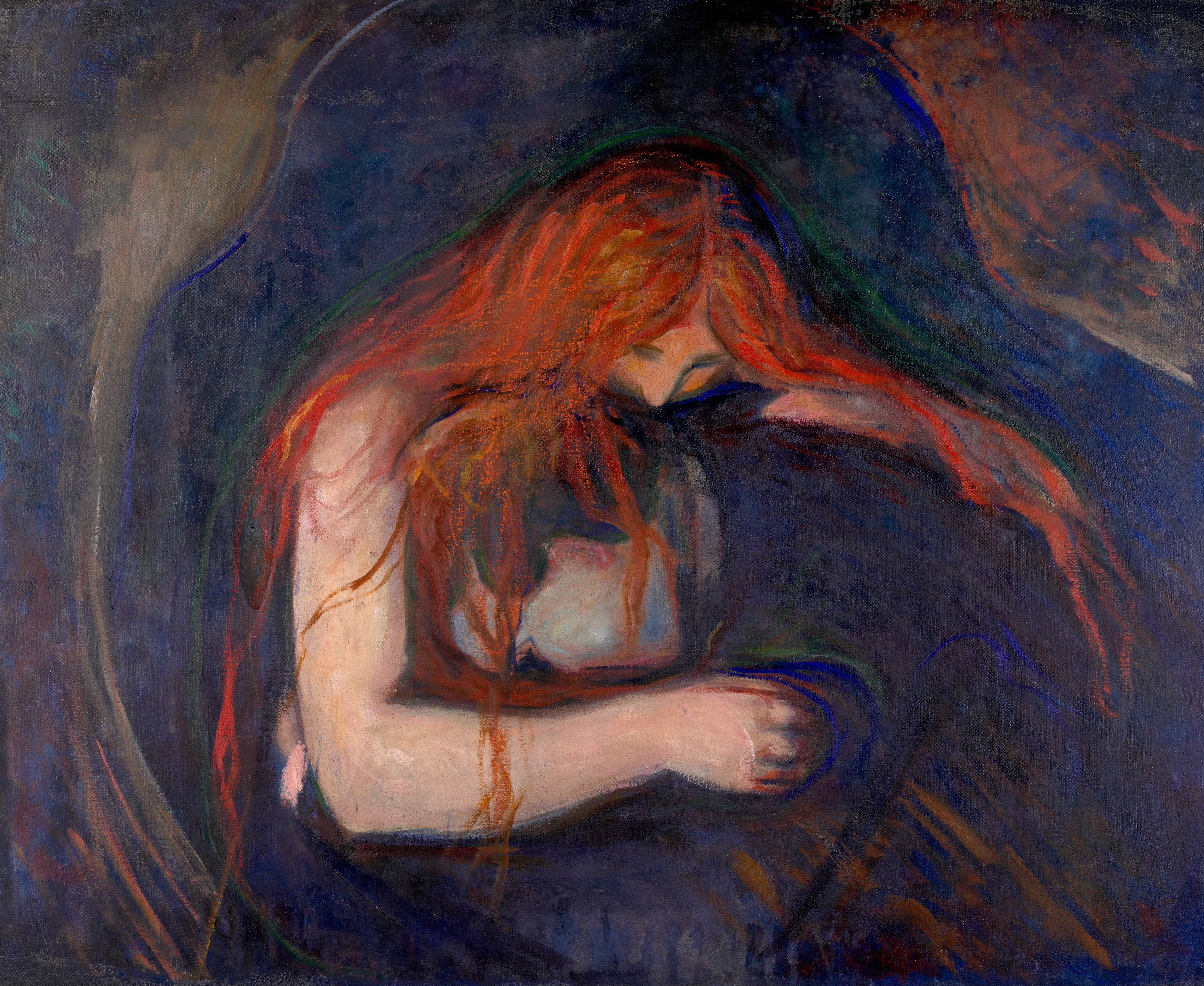
خون‌آشام ۱۸۹۳-۹۴ میلادی گالری ملی اسلو
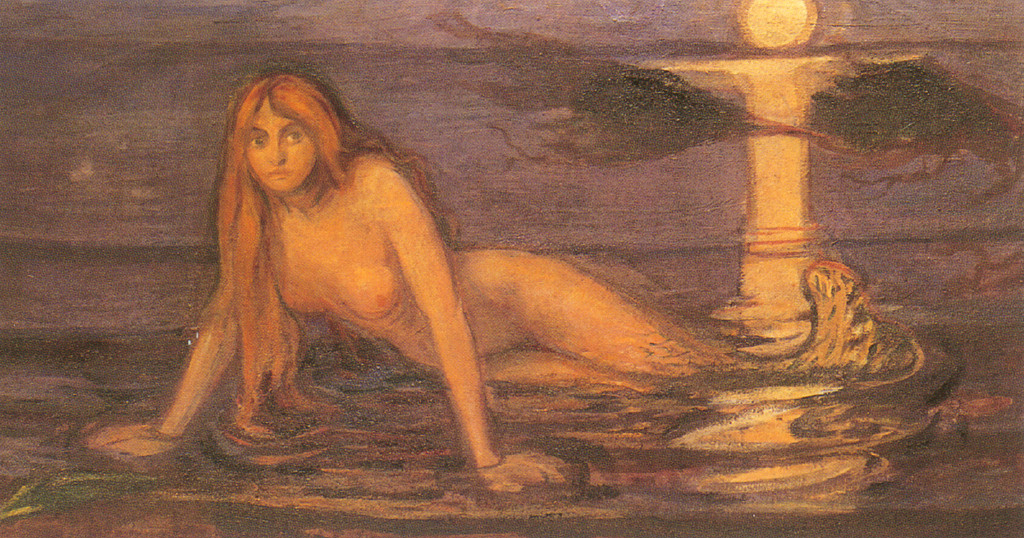
بانوی دریا ۱۸۹۶ میلادی گالری ملی اسلو
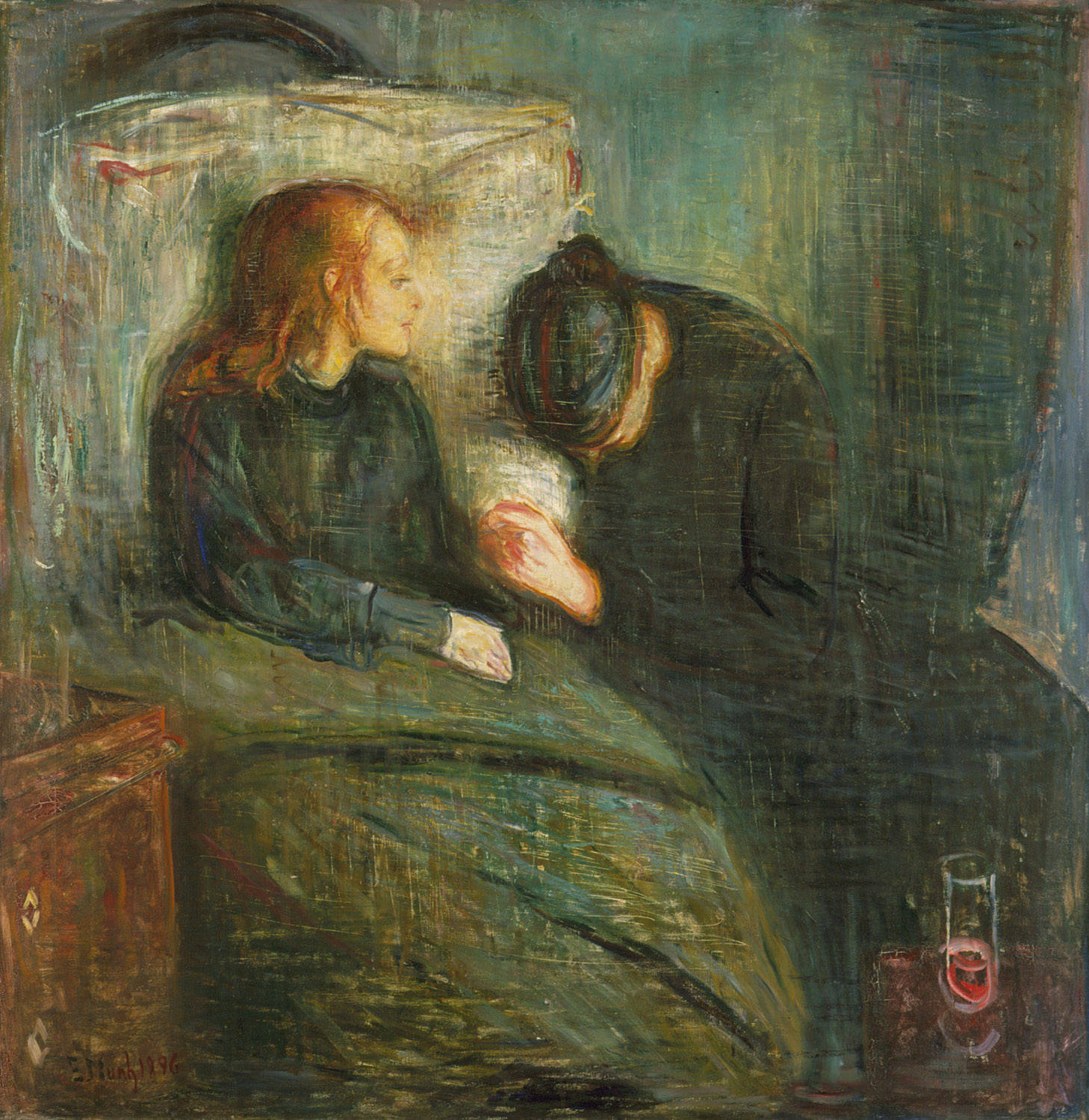
کودک بیمار ۱۸۹۶ میلادی موزه گوتنبرگ در سوئد
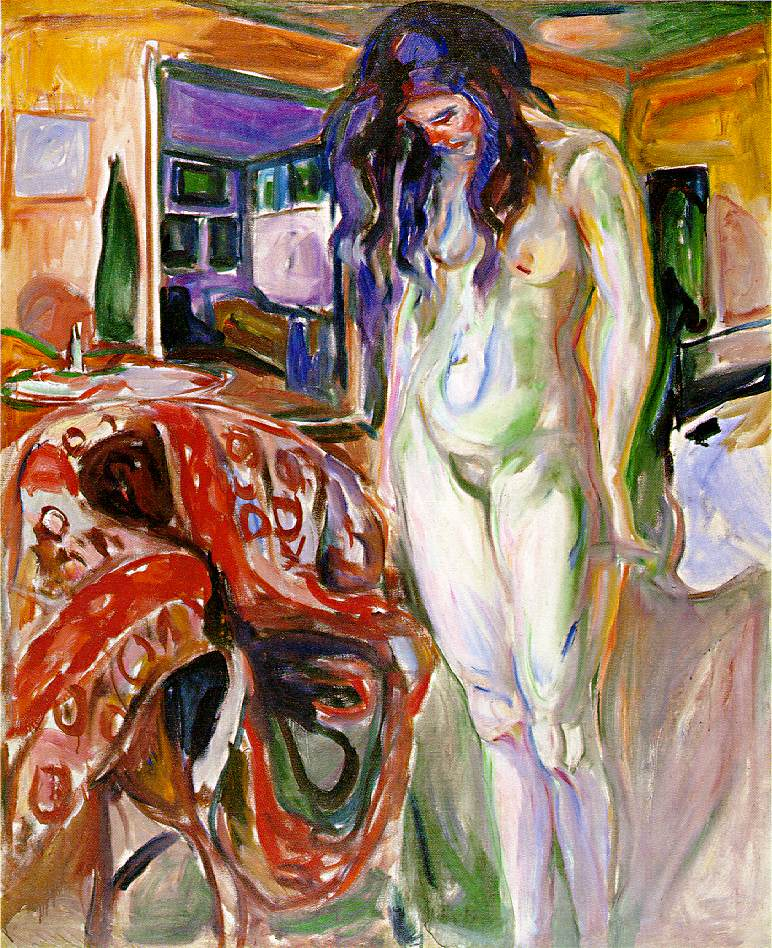
مدل کنار صندلی حصیری
۱۹۲۱-۱۹۱۹ میلادی
موزه مونک، اسلو، نروژ